# Miguel Constância
Miguel Constância (n. Coimbra, 8 de Dezembro de 1964) é um cientista português.

## Prémios
- Prémio Sala-Trepat (2001)[2]